# M'Cif
M'Cif è un comune dell'Algeria, situato nella provincia di M'Sila.